# Idaea recrinita
Idaea recrinita is een vlinder uit de familie van de spanners (Geometridae). De wetenschappelijke naam van de soort is als Sterrha recrinita voor het eerst geldig gepubliceerd in 1926 door Prout.